# アリアケカズラ

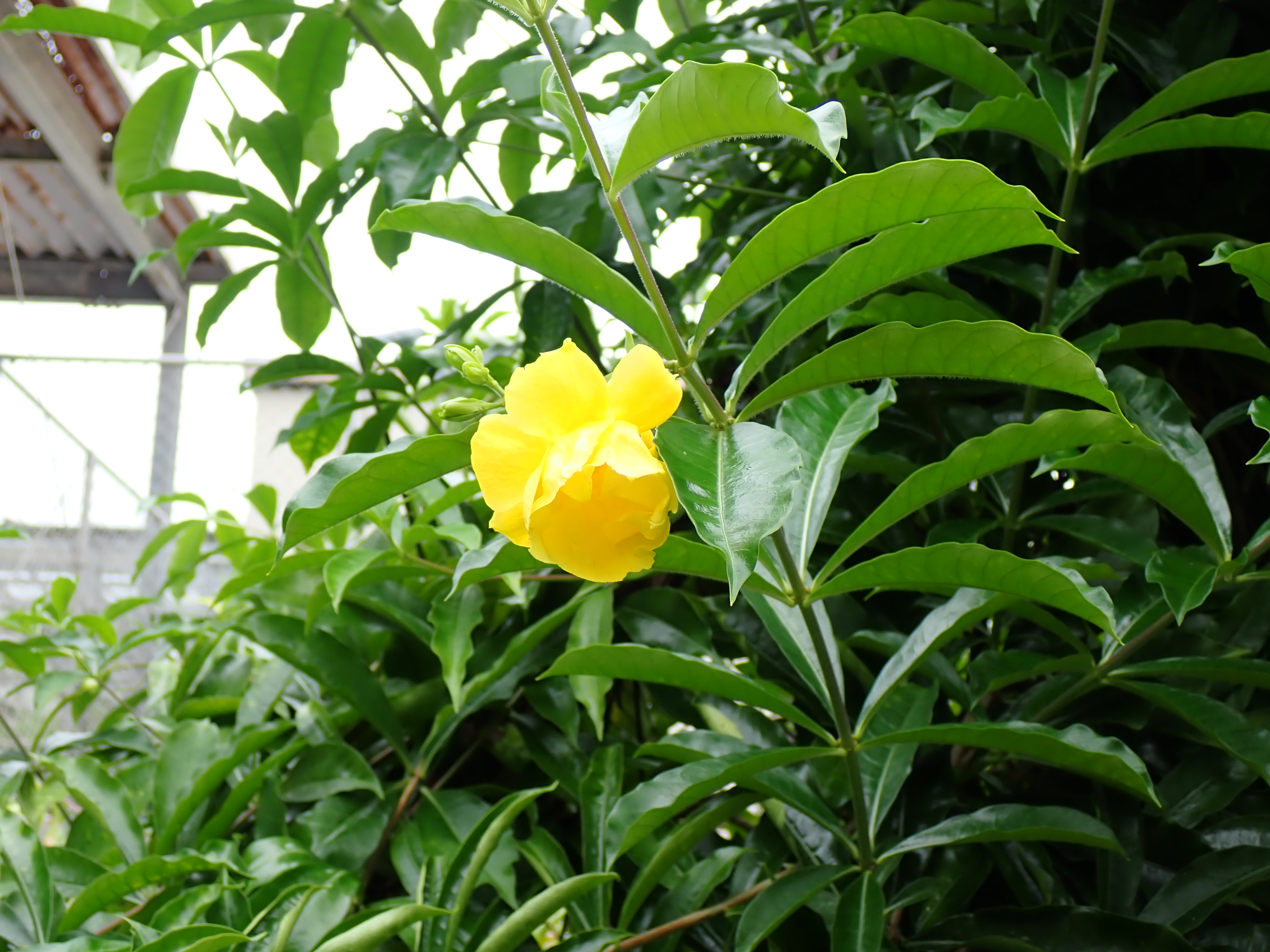
八重咲きのアリアケカズラ（沖縄県石垣市 植栽）

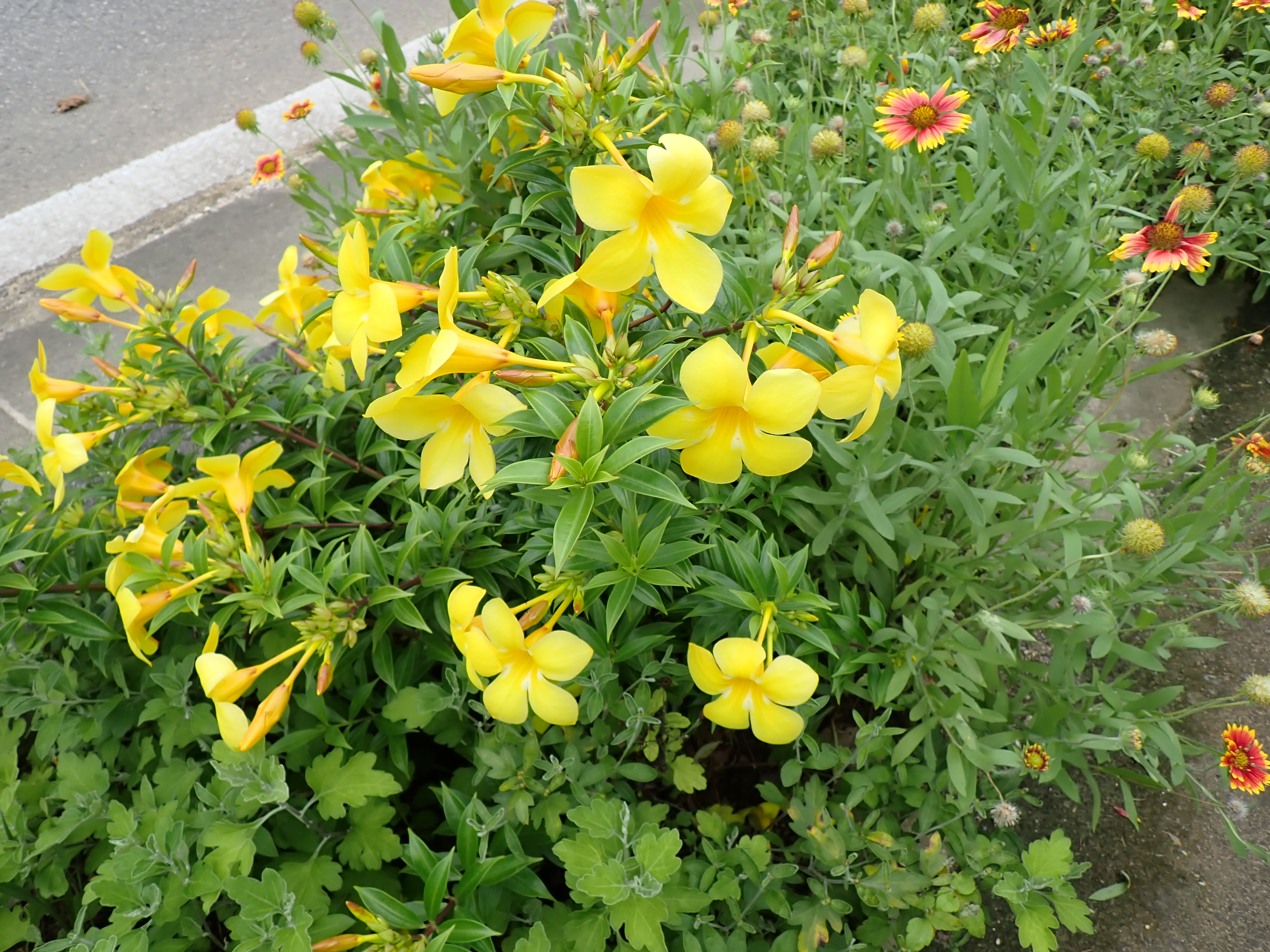
コバノアリアケカズラ（沖縄県石垣市 植栽）

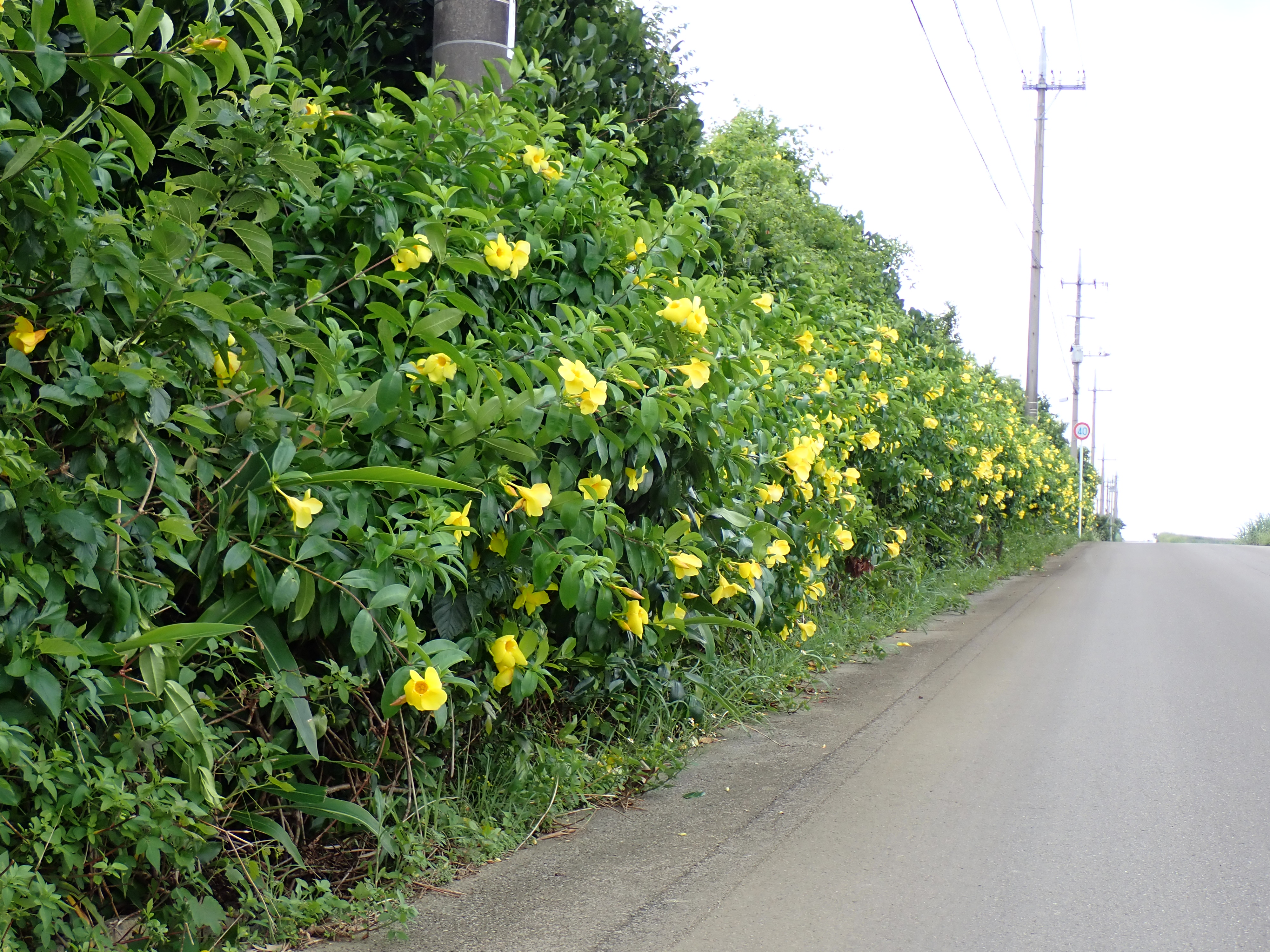
オオバナアリアケカズラの垣根（沖縄県石垣市 植栽）

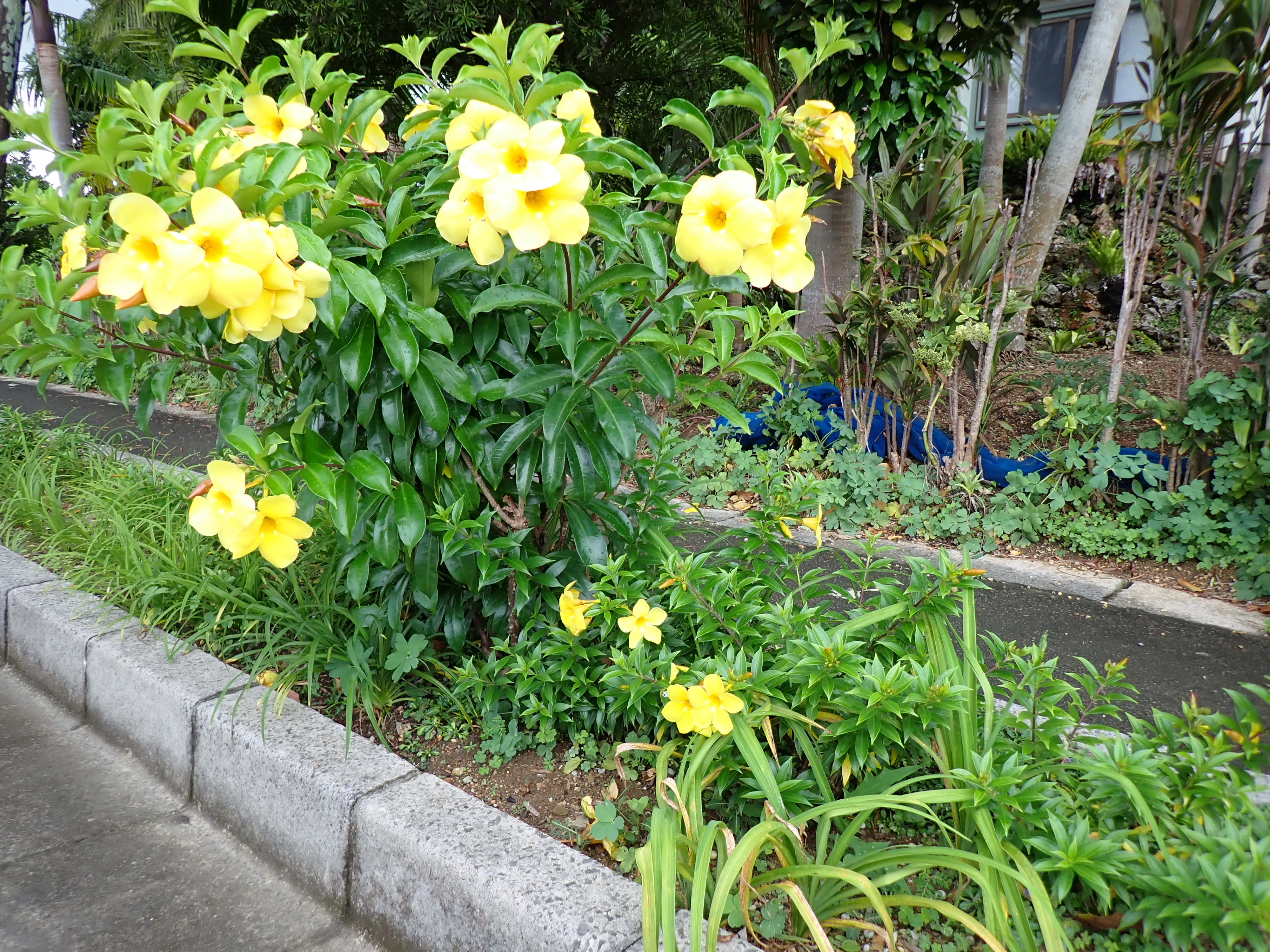
オオバナアリアケカズラ(左)とコバノアリアケカズラ(右)の比較（沖縄県石垣市 植栽）

アリアケカズラ（有明葛、別名アラマンダ、学名：Allamanda cathartica（広義））はキョウチクトウ科アリアケカズラ属の半つる性常緑低木。
沖縄で最も目立つ黄花の一つ。

## 特徴
高さ1–4 mほど。葉は長さ4–15 cmほどの長楕円形、ほぼ無毛で全縁、2–5枚が輪生する。葉表は滑らかで光沢がある。蕾の外側はやや茶色を帯びる。花は径5–12 cmの漏斗状で先が5裂し黄色、春（4月）～秋（11月）にかけて長く咲く。蒴果は稀に結実し、球形で表面に刺が多い。栽培品種も多い。以下学名はYList等に準拠。
- 変種オオバナアリアケカズラ（アリアケカズラ（狭義）） A. cathartica var. hendersonii[7] 最も多く栽培される。花径9 cm以上
- ヤエアリアケカズラ A. cathartica 'Williamsii'[8] 八重咲きの品種、花径6 cmほど
- コバナアリアケカズラ  花が小型
- コバノアリアケカズラ  葉長4–6 cmほどで小さい

## 分布と利用
基本種のアリアケカズラはブラジル、ギアナなどの海辺に自生し、花径6 cmほどだが、変種オオバナアリアケカズラは花筒が長く、大型の花を咲かせる。 熱帯各地で観賞用に栽培されるが、野生化する例もあり、日本では西表島で栽培逸出が確認されている。オーストラリア・クイーンズランド州北部の熱帯雨林では植栽から逸脱野生化し、侵略的外来種とされているが、法規制は未実施。
日本国内でも各地の温室や植物園で栽培されるほか、沖縄県内で庭、公園、街路、生垣に多く利用される代表的な花木。オオバナアリアケカズラは沖縄自動車道のコンクリート擁壁を被覆する目的で沖縄北IC以南に多く植栽され、開花期は特に美しい。低温には弱く、冬越しには10℃以上の気温が必要。日当たりを好み、性質は強健で土壌を選ばずよく生育する。挿し木で繁殖し、当年中に開花する。生長は早く、株元から何本も枝を伸ばすが、枝が込みすぎると見苦しいので、2月頃の新芽の伸びる前に強剪定を行い、つるを更新する。フェンス、垣根、アーチのほか、ブロック塀へ垂らす利用も多い。鉢栽培でもよく開花する。